# Out of Our Heads
Out Of Our Heads —en español: Fuera de nuestras cabezas— es el tercer álbum de estudio de The Rolling Stones en el Reino Unido y su cuarto en los Estados Unidos, publicado en 1965 a través de sus distribuidores originales, Decca Records y London Records respectivamente, pero con diferencias significativas en ambos territorios.
Empujado por el éxito de «(I Can't Get No) Satisfaction», la versión norteamericana se convirtió en el primer LP de la banda en llegar al número 1 y fue certificado platino por la RIAA. En 2003, esta versión fue listada en el puesto 114 en la Lista de Rolling Stone de los 500 mejores álbumes de todos los tiempos.

## Grabación y lanzamiento
La versión británica de Out of Our Heads - con una portada distinta - contenía canciones que se publicarán más tarde en el álbum americano December's Children (And Everybody's) y otras canciones que no habían sido editadas en el Reino Unido hasta ese momento (como «Heart Of Stone») en vez de una canción en directo ya publicada en Reino Unido y los sencillos recientes (los sencillos rara vez aparecían en álbumes en el Reino Unido en aquellos años). Publicado en septiembre, el álbum alcanzó el puesto número #2 en las listas del Reino Unido detrás del álbum de los Beatles Help!. Fue el último álbum de los Rolling Stones en Reino Unido en contener versiones de R&B, el siguiente álbum llamado Aftermath fue compuesto en su totalidad por Mick Jagger y Keith Richards.
Inicialmente publicado en julio de 1965 en Estados Unidos (presentando una portada de la misma sesión de fotos que adornó la cubierta del 12 x 5 y The Rolling Stones No.2), Out of Our Heads fue una mezcla de grabaciones hechas en un período de seis meses, incluyendo el Top 10 hit «The Last Time» y el número 1 en todo el mundo «(I Cant Get No) Satisfaction» con caras B, así como una canción del EP lanzado en Reino Unido Got Live If You Want It!. Seis canciones se incluirán en la versión británica del álbum. «One More Try» sólo se encuentra en esta versión. Con el éxito de «Satisfaction», Out of Our Heads se convirtió en el primer álbum de los Rolling Stones en alcanzar el puesto # 1 en los EE. UU., que con el tiempo llegaría a disco platino. En agosto de 2002 las ediciones del álbum de EE. UU. y el Reino Unido fueron remasterizadas y reeditadas en un nuevo CD y SACD digipak por ABKCO Records.

## Lista de canciones en el Reino Unido
Todas las canciones escritas y compuestas por Jagger/Richards, excepto donde se indique. 
| Lado 1 |                                                           |          |  |
| N.º    | Título                                                    | Duración |  |
| 1.     | «She Said "Yeah"» (Sonny Bono/Roddy Jackson)              | 1:34     |  |
| 2.     | «Mercy, Mercy» (Don Covay/Ronnie Miller)                  | 2:45     |  |
| 3.     | «Hitch Hike» (Marvin Gaye/Clarence Paul/Mickey Stevenson) | 2:25     |  |
| 4.     | «That's How Strong My Love Is» (Roosevelt Jamison)        | 2:25     |  |
| 5.     | «Good Times» (Sam Cooke)                                  | 1:58     |  |
| 6.     | «Gotta Get Away»                                          | 2:06     |  |

| Lado 2 |                                                                |          |  |
| N.º    | Título                                                         | Duración |  |
| 7.     | «Talkin' Bout You» (Chuck Berry)                               | 2:31     |  |
| 8.     | «Cry to Me» (Bert Russell)                                     | 3:09     |  |
| 9.     | «Oh, Baby (We Got a Good Thing Going)» (Barbara Lynn)          | 2:08     |  |
| 10.    | «Heart of Stone»                                               | 2:50     |  |
| 11.    | «The Under Assistant West Coast Promotion Man» (Nanker Phelge) | 3:07     |  |
| 12.    | «I'm Free»                                                     | 2:24     |  |

1. ↑  Última canción que los Stones firmaron con el pseudónimo de Nanker Phelge.

## Lista de canciones en Estados Unidos
Todas las canciones escritas y compuestas por Jagger/Richards, excepto donde se indique. Nanker Phelge es el seudónimo usado por The Rolling Stones para sus composiciones colectivas. 
| Lado 1 |                                                           |          |  |
| N.º    | Título                                                    | Duración |  |
| 1.     | «Mercy Mercy» (Don Covay/Ronnie Miller)                   | 2:45     |  |
| 2.     | «Hitch Hike» (Marvin Gaye/Clarence Paul/Mickey Stevenson) | 2:25     |  |
| 3.     | «The Last Time»                                           | 3:41     |  |
| 4.     | «That's How Strong My Love Is» (Roosevelt Jamison)        | 2:25     |  |
| 5.     | «Good Times» (Sam Cooke)                                  | 1:58     |  |
| 6.     | «I'm All Right» (Nanker Phelge)                           | 2:25     |  |

| Lado 2 |                                                                |          |  |
| N.º    | Título                                                         | Duración |  |
| 7.     | «(I Can't Get No) Satisfaction»                                | 3:42     |  |
| 8.     | «Cry to Me» (Bert Russell)                                     | 3:09     |  |
| 9.     | «The Under Assistant West Coast Promotion Man» (Nanker Phelge) | 3:07     |  |
| 10.    | «Play with Fire» (Nanker Phelge)                               | 2:13     |  |
| 11.    | «The Spider and the Fly»                                       | 3:39     |  |
| 12.    | «One More Try»                                                 | 1:58     |  |

1. ↑  Grabada en directo en marzo de 1965 en Inglaterra y publicada en junio en el EP Got Live If You Want It!.
2. ↑  Cara B del sencillo de The Last Time en el Reino Unido y Estados Unidos.
3. ↑  Publicada en el Reino Unido como cara B del sencillo de (I Can't Get No) Satisfaction.
4. ↑  Este tema no se publicaría en el Reino Unido hasta 1971.

## Créditos
The Rolling Stones
- Mick Jagger – voz, armónica y percusión
- Keith Richard – guitarras eléctrica y acústica, y coros
- Brian Jones – guitarras eléctrica y acústica, armónica, órgano, coros
- Charlie Watts – batería y percusión
- Bill Wyman – bajo, coros

Personal adicional
- Jack Nitzsche – órgano, piano, Clavecín y percusión
- Phil Spector – bajo desafinado en «Play with Fire»
- Ian Stewart – piano

## Listas de éxitos

### Álbum
| Año  | Listas                    | Posición |
| ---- | ------------------------- | -------- |
| 1965 | UK Top 20 Albums          | 2        |
| 1965 | Billboard 200             | 1        |
| 1965 | French SNEP Albums Charts | 7        |

### Sencillos
| Año  | Sencillo                      | Lista                 | Posición |
| ---- | ----------------------------- | --------------------- | -------- |
| 1965 | The Last Time                 | UK Top 50 Singles     | 1        |
| 1965 | (I Can't Get No) Satisfaction | UK Top 50 Singles     | 1        |
| 1965 | The Last Time                 | The Billboard Hot 100 | 9        |
| 1965 | Play With Fire                | The Billboard Hot 100 | 96       |
| 1965 | (I Can't Get No) Satisfaction | The Billboard Hot 100 | 1        |